# دن واینر
دن واینر (۱۹۵۹–۱۹۱۹) (به انگلیسی: Dan Weiner) در نیویورک متولد شد. او عکاسی را با دوربین قطع بزرگی که عمویش به او هدیه داده بود شروع کرد. واینر در مدرسه هنر و در رشته نقاشی به تحصیل پرداخت و در نهایت به عنوان یک عکاس تجاری مشغول به کار شد. او به «فوتو لیگ» پیوست و رابطه خودش را با کارهای دروتی لانگ و واکر اوانز و راسل لی گسترش داد. او بیشتر از سبک اوانز که شامل عکاسی با احترام از فقرا و نیازمندان بود پیروی می‌کرد.

جنگ جهانی دوم او را به سمت فوتوژورنالیسم سوق داد و تجربه‌های زیادی را در کار کردن با دوربین ۳۵ میلیمتری به دست آورد. او به عنوان یک مربی عکاسی در نیروی هوایی مشغول به کار شد. پس از جنگ به عنوان فوتوژورنالیسم در نشریه فورچون مشغول به کار شد و بر اساس عقیده‌اش که عکاسی دارای یک وظیفه اخلاقی برای نشان دادن دردهای اجتماعی و هم چنین وقایع مهم تاریخی است، کارش را ادامه داد. اهداف واینر به دلیل تغییر دادن عکس‌هایش و استفاده از آنها در موقعیت‌های غیراصلی با سردبیران مجلات در مغایرت بود. اگر چه واینر معتقد بود که نیاز نشان دادن عکس‌هایش در برابر چشمان تعداد زیادی از بینندگان مهمتر از مخالفت در نشان دادن آنها به‌طور مستمر با سردبیران بر نحوه نشان دادن عکس‌هایش مشاجره می‌کرد. او می‌گفت احتمالاً نسل من اولین نسل تاریخ خواهد بود که از طریق رسانه‌های تصویری مانند عکس‌ها، تلویزیون و مجلات از نیروهای بزرگی که در جامعه بر سرکار هستند، مطلع خواهد شد.

## خصوصیات هنری
واینر هنرمندی بود که به امور عادی و پیش پا افتاده زندگی توجه زیادی می‌کرد. اموری که اغلب آنها را از لحاظ ظاهری، بدون هرگونه آرایش و تصنعی به تصویر می‌کشید. عکس‌های او در عین سادگی، تجسم عالی زندگی آمریکایی هستند.
واینر در سال ۱۹۴۵ با وینو گراند آشنا شد و به عنوان راهنما و مشوق او تأثیر زیادی در عکاسی خیابانی بر وی گذاشت.

## مرگ
در سال ۱۹۵۹ زندگی واینر به‌طور غم‌انگیزی در یک سانحه هوایی در کنتاکی به پایان رسید که این سانحه با موضوع یکی از عکس‌هایش که نشان دهنده برخورد هواپیمایی با قسمتی از یک کوه در سرما و کولاک بود مطابقت دارد.